# 武桐桐
武桐桐（1994年6月27日—），辽宁阜新人，中国女子篮球运动员。曾代表中国参加2020年夏季奥林匹克运动会女子篮球比赛。